# Interaction gravitationnelle de l'antimatière
L'interaction gravitationnelle de l'antimatière avec la matière ou avec l'antimatière n'a pas été observée par les physiciens dans des conditions permettant d'en tirer des conclusions. Un consensus écrasant règne parmi les physiciens selon lequel l'antimatière attirerait aussi bien la matière que l'antimatière de la même façon que la matière attire la matière (et l'antimatière). Cependant, il existe aussi une volonté très affirmée d'en obtenir des preuves expérimentales, étant convenu qu'un consensus en sciences n'est rien d'autre qu'une hypothèse ouverte aux falsifications.
La rareté de l'antimatière et sa tendance à s'annihiler lorsqu'elle entre en contact avec la matière rendent son étude techniquement très exigeante. La plupart des méthodes permettant la création d'antimatière (spécifiquement de l'antihydrogène) produisent des atomes de haute énergie, impropres aux études sur la gravité. Ces dernières années, les consortium ATHENA et ATRAP ont successivement créé de l'antihydrogène de basse énergie, mais les observations ont jusqu'ici été limitées méthodiquement à des évènements d'annihilation qui n'ont produit que pas ou peu de données gravitationnelles.

## Trois théories
Le théorème CPT affirme que l'antimatière devrait attirer l'antimatière de la même façon que la matière attire la matière. Cependant, il existe plusieurs théories sur la façon dont l'antimatière interagit avec la matière normale :
- La gravité normale : la théorie standard affirme que l'antimatière tombe exactement de la même façon que la matière normale.
- L'antigravité : les premières analyses théoriques se concentrèrent également sur le fait de savoir si l'antimatière était capable de la même magnitude de répulsion. Cela ne doit pas être confondu avec les nombreux autres phénomènes spéculatifs qui pourraient aussi être appelés « antigravité ».
- Le gravivecteur (en) et le graviscalaire (en) : des difficultés ultérieures lors de la création de la gravité quantique ont mené à l'idée que l'antimatière pouvait réagir avec  une magnitude légèrement différente[1].

## Expériences

### LasupernovaSN 1987A
De nombreux scientifiques considèrent que la meilleure preuve expérimentale en faveur de la gravité normale provient de l'observation des neutrinos de la supernova SN 1987A. Dans cette expérience historique, trois détecteurs de neutrinos dispersés sur la planète ont observé simultanément la cascade de neutrinos émanant d'une supernova dans le Grand Nuage de Magellan. Bien qu'elle se soit produite approximativement à 164 000 années-lumière de distance, on a détecté pratiquement simultanément aussi bien des neutrinos que des antineutrinos. Si ces deux variétés ont été observées, alors, la différence d'interaction gravitationnelle doit avoir été très petite. Cependant, les détecteurs de neutrinos ne peuvent établir parfaitement la distinction entre neutrinos et antineutrinos. Certains physiciens estiment prudemment qu'il y a moins de 10 % des chances que l'observation n'ait comporté aucun neutrino normal du tout. D'autres estiment que cette probabilité est inférieure, pour certains jusqu'à 1 % seulement. Malheureusement, l'amélioration de cette précision a peu de vraisemblance de se réaliser dans un avenir proche. Le rémanent de supernova SNR G1.9+0.3, dernière supernova connue qui se soit manifestée à une proximité comparable s'est produite en 1867.

### L'expérience de Fairbank
Le physicien William M. Fairbank (en) a tenté une expérience de laboratoire pour mesurer directement l'accélération gravitationnelle aussi bien des électrons que des positrons. Cependant, le rapport de leur charge sur leur masse est tellement grand que les effets électromagnétiques écrasent l'expérimentation.
L'observation directe des forces gravitationnelles au niveau d'une particule est difficile. À ces petites distances, les forces électriques tendent à écraser les interactions gravitationnelles beaucoup plus faibles. De plus, les antiparticules doivent être conservées à l'écart de leur contrepartie normale, pour éviter leur annihilation rapide. Pire encore, les méthodes de  production de l'antimatière donnent typiquement des résultats de très haute énergie  impropres aux observations. On peut comprendre que tout ceci rend difficile la mesure directe de la réaction gravitationnelle sur l'antimatière.

### Les expériences sur l'antihydrogèneneutre froid
Ces dernières années, la production d'antihydrogène froid est devenue possible sur les expériences ATHENA et ATRAP du CERN. L'antihydrogène, électriquement neutre, peut rendre possible la mesure directe de l'attraction gravitationnelle des particules d'antimatière à la matière de la Terre.

## Le débat sur la gravité de l'antimatière
Lorsqu'on a découvert l'antimatière, en 1932, les physiciens se sont interrogés sur sa façon de réagir à la gravité. Les analyses initiales se sont concentrées sur la question de savoir si la réaction de l'antimatière serait la même que celle de la matière, ou si elle serait opposée. Plusieurs argumentations théoriques ont été avancées qui ont convaincu les physiciens que l'antimatière devait réagir exactement de la même façon que la matière normale. Elles mettaient en avant qu'une répulsion gravitationnelle entre la matière et l'antimatière n'était guère plausible car elle violerait l'invariance CPT, la conservation de l'énergie, qu'elle aurait comme résultat une instabilité du vide et finalement sur une violation CP. Des arguments théoriques indiquaient qu'elle contredirait aussi avec résultats du test d'Eötvös sur le principe d'équivalence faible. Un certain nombre de ces objections théoriques initiales furent ultérieurement contournées.

### Arguments de Morrison
En 1958, Philip Morrison soutint que l'antigravité violait le principe de conservation de l'énergie. Si la matière et l'antimatière répondaient de façon opposée à un champ gravitationnel, cela ne nécessiterait aucun apport énergétique pour modifier la hauteur d'une paire particule-antiparticule. Cependant, lors du mouvement à travers un potentiel gravitationnel, la fréquence et l'énergie de la lumière sont décalées. Morrison affirmait que l'énergie était créée par la création de matière et d'antimatière d'une certaine hauteur et ensuite à son annihilation d'une hauteur encore supérieure, puisque les photons utilisés pour la production nécessitent moins d'énergie que ceux nécessaires à l'annihilation. Cependant, on découvrit plus tard que l'antigravité ne violait cependant pas la deuxième loi de la thermodynamique.

### Principe d'équivalence
Si l'on peut inventer une théorie dans laquelle la matière et l'antimatière se repoussent mutuellement, que peut-elle prédire pour ce qui n'est ni matière ni antimatière ? Les photons sont leurs propres antiparticules… et, peut-être même en passant par le boson de Higgs, la liste des particules « neutres » s'allongera probablement. Sous tous rapports, ces particules se comportent exactement symétriquement vis-à-vis de notre matière et de l'antimatière. Par ailleurs, dans un grand nombre de laboratoires et d'expériences astronomiques (par exemple, le décalage gravitationnel vers le rouge ou l'effet de lentille gravitationnelle), on observe que les photons sont attirés par la matière en conformité exacte avec la théorie de la relativité générale. Par contre, il est possible de trouver des atomes et des noyaux ayant les mêmes contenus en particules élémentaires, mais dont les « masses » sont différentes. Par exemple, l'hélium 4 « pèse » moins lourd que deux particules de deutérium, du fait des différences de liaisons énergétiques ; mais, jusqu'aux limites de la précision expérimentale actuelle, la valeur de la force d'attraction gravitationnelle observée demeure la même pour chacun de ces deux matériaux, ce qui suggère que l'énergie de liaison, qui, comme le photon, n'opère pas de différence entre la matière et l'antimatière (mais qui existe bel et bien), ressent en ce cas les mêmes forces gravitationnelles que notre « matière ». Cela prouve donc, une fois de plus, qu'il ne faut pas confondre « une masse » et l'attraction de masse dont nous ne connaissons pas encore la véritable origine, (les formules en sont simplement analogues, tout comme celle de l'électrostatique). Ajouté à la formule E=mc2, qui ne précise pas non plus la nature de la « matière » concernée, cette mesure est conforme à la théorie de la relativité générale, mais… ne prouve rien quant au comportement de la matière vis-à-vis de l'antimatière ![pas clair]
Note
La conception de la gravitation en relativité générale montre pourtant que toute masse « attire » tout mobile par la courbure quelle produit, quelle que soit la nature du mobile. De plus, cette courbure dépend uniquement du signe de la masse : attractive pour les masses positives, répulsives pour les masses négatives. Or l'antimatière est de masse positive comme la matière et devrait réagir (et produire) de manière identique à la gravitation. C'est également la prédiction que Jean-Pierre Petit a formulé dans un article paru en 2018 : « En outre le modèle Janus prédit que l'antimatière qui sera créée en laboratoire, dans l'expérience Gbar, se comportera comme la matière ordinaire dans le champ gravitationnel terrestre. ». Cependant, le modèle utilisé a été invalidé en janvier 2019 par le physicien Thibault Damour.

### Argument de Schiff
Plus tard, en 1958, L. Schiff utilisa la théorie quantique des champs pour soutenir que l'antigravité ne serait pas compatible avec les résultats des expériences de Eötvös. Cependant, la technique de renormalisation utilisée pour l'analyse de Schiff fait l'objet de vives critiques, et son travail est considéré comme non concluant.

### Arguments de Good
En 1961, Myron Good soutint que l'antigravité devait résulter de l'observation d'un nombre anormalement élevé de violations CP dans l'anomalie de régénération des kaons. À ce moment-là, la violation CP n'avait encore jamais été observée. Cependant, les arguments de Good sont critiqués car exprimés en termes de potentiels absolus. En reformulant l'argumentation en termes de potentiels relatifs, Gabriel Chardin a montré qu'il en résultait un nombre de régénérations de kaons accordé aux observations. Il soutient que l'antigravité est en fait une explication potentielle de la violation CP.

## Motivations pour l'antigravité
Des partisans soutiennent que l'antigravité de l'antimatière pourrait expliquer d'importantes questions de physique. Au-delà de la violation CP déjà évoquée, mais non vraiment prouvée, ils affirment qu'elle explique deux paradoxes cosmologiques. Tout d'abord, l'apparente absence locale d'antimatière : en théorie, la matière et l'antimatière pouvant se repousser gravitationnellement l'une l'autre, pourraient former des galaxies séparées de matière et d'antimatière. Ces galaxies devraient aussi se repousser mutuellement, évitant ainsi toute importante possibilité de collision ou d'annihilation.
Cette même répulsion entre galaxies serait aussi considérée comme une explication potentielle de l'observation indiscutable de l'accélération de l'Expansion de l'Univers. Si la gravité était universellement attractive, on pourrait s'attendre à la décélération de son expansion, et finalement à sa contraction ultime en un Big Crunch… C'était d'ailleurs l'ancien concept ! Les astronomes et les physiciens, en utilisant les observations des supernovas lointaines, estiment au contraire que l'Expansion s'accélère de façon elle-même à peu près constante. Plusieurs autres théories, dont celle d'une très importante « énergie sombre » représentant 73 % de la « masse » totale de l'Univers, ont été formulées, pour appuyer cette observation dans le contexte d'une gravité en attraction perpétuelle… Enfin, des partisans de l'antigravité soutiennent que dans le cas où elles se repoussent mutuellement, des quantités égales de matière et d'antimatière compenseraient précisément au moins toute attraction superflue,.

## Dans la fiction
Dans l'épisode 6 de l'anime Neon Genesis Evangelion (et le tome 3 de l'adaptation en manga), le héros utilise un fusil à positrons. Les experts lui indiquent qu'en raison de l'influence de la gravitation terrestre sur la trajectoire des positrons, le tir doit être corrigé de quelques secondes d'arc par rapport à la ligne droite — donc la visée assistée indique que l'ajustement est bon alors qu'il pourrait sembler être à quelques secondes de la position supposée.